# Ove Verner Hansen
Ove Verner Hansen (ur. 20 lipca 1932 w Helsingør, zm. 20 lutego 2016 w Gentofte)  – duński aktor, występował w roli osiłka Bøffena (z dun. stek) w serii Gang Olsena.
Hansen występował w roli Bøffena zarówno w oryginalnej, duńskiej serii, jak też w jej norweskim remake’u.
Ponadto zagrał w filmach:
- Tandlæge på sengekanten (1971)
- Manden på Svanegården (1972)
- Mig og Mafiaen (1973)
- Strømer (1976)
- Pas på ryggen, professor (1977)
- Krigernes børn (1979)
- Undskyld vi er her (1980)
- Jeppe på bjerget (1981)
- Smuglerkongen (1985)